# 少年メイド
『少年メイド』（しょうねんメイド）は、乙橘による日本の擬似家族コメディ漫画。エンターブレインの『B's-LOG COMIC』（旧：comic B's-LOG→comic B's-LOG キュン!）2008年4号から2017年Vol.50まで連載された。角川つばさ文庫にて藤咲あゆなにより小説化されたほかに、本作品に登場した3人組アイドルが主人公のスピンオフ作品『有頂天BOYS』（うちょうてんボーイズ）も同誌2017年Vol.56から2018年Vol.70まで連載された。

## あらすじ
家事全般を完璧にこなす小学生の男の子、小宮千尋は、ある日突然母を亡くし1人になってしまった。そんな千尋の前に現れたのは、母の弟にあたる叔父の鷹取円だった。そのまま円の豪邸に連れていかれた千尋は、鷹取家の事情を知り、円の世話になることに反発。部屋を飛び出して、屋敷の台所で悲しみに暮れるが、そこはゴミだらけだった。
台所の掃除を終えると、さらに、屋敷全体が悲惨な状況であることに気づく。それに耐えられず、千尋は大掃除を開始。その姿を見ていた円は、ある提案を千尋に持ちかける。円が生活環境を提供する代わりに、千尋に家事全般を一任するという提案だった。それを千尋は承諾し、鷹取家の一員となるが、渡された制服はメイド調のフリフリの制服だった。

## 登場人物
※担当声優は、テレビアニメ版 / ドラマCD版のもの。誕生日と血液型はアニメ公式ホームページより。

### 主要人物
小宮 千尋（こみや ちひろ）
声 - 藤原夏海 / 桑島法子
本作の主人公。1月19日生まれのO型。小学5年→6年生（原作第29話、アニメ11話終盤以降）、最終話で中学生になる（原作のみ）。早くに父を亡くし、母親との母子家庭だったが、その母親も亡くなり天涯孤独の身となってしまった。
叔父である鷹取円に引き取られ鷹取家に連れてこられた当初は親族がいることを知らなかったため「助けなんかいらない」と反発するが、逃げ込んだ台所の惨状を見て一心不乱に掃除する姿を見た円からギブアンドテイクを提案される。母親の遺書に書いてあった「働かざるもの食うべからず」の言葉とゴミ屋敷に住むのは嫌だという思いもありそれを承諾した。そして円から渡された手作りのメイド調の「制服」を着ることになる。
家事が不器用な母と2人暮らしだったため、家事全般に関しては小学生とは思えないほどこなせる。てきぱきと家事をこなすその姿はまさに「小さな主夫」。
学校での成績は非常に優秀な一方だが、普段は強がりが目立ちでなかなか素直になれず、いつも我慢する方を選んでしまうため、自分でついつい抱え込んでしまう。根が真面目で素直であり、ウソがつけない性格。自分では騙せているつもりでも周りには一目瞭然。甘え下手でなかなか人に甘えることができないが、円を含む新しいつながりを交えた新生活での生活で徐々に変わっていく。
千尋にとって家事はもはや「この年頃の子供がゲームを楽しむ」かのようなもの。家事に没頭している姿はまさにゲームに没頭している子供の姿にも見える。
母親似で小学生ということもあり、中性的で可愛らしい容姿。ひたむきに家事全般に頑張る姿は周囲の好感を誘い、特に近所の年長の人達には可愛がられる傾向がある。同時にクラスの女子の間ではお嫁にしたい男子No.1とも呼ばれている（アニメ3話予告）。
大の犬好きで、捨て犬を拾い円にばれないように飼おうとした。一方で猫も（嫌いだったりアレルギーなどの）問題はない。反対に怖いものはダメで、ホラー映画を見た時は震え上がったり、修学旅行で怪談話をした時は耳栓を装着していた。
円からは基本的に「ちーちゃん」と呼ばれている。一方、円のことは呼び捨てており、対等な口調で会話している。
祐司の祖父に憧れを抱いている模様で、後に実の祖父（真角）のことも格好いいと言ったことから祐司からはツッコミを入れられ、円と桂一郎は理解に苦しんだ。
鷹取 円（たかとり まどか）
声 - 島﨑信長、大和田仁美（幼年期）、村瀬歩（少年期） / 水島大宙
千尋の叔父で千代の弟。11月22日生まれのO型。小説版では20代後半と記されている。千尋からは名前で呼ばれている。姉との生前の約束を果たすべく、母親と死別した千尋を引き取った。大好きだった姉の面影を見ており、千尋に対してとにかく構いたがる。
家事全般は壊滅的で自堕落な部分が多く、きっちりした生活は苦手。年のわりに子供っぽい部分が多く、それでたびたび周囲の人間の手を焼かせることも多い。しかし、それでいて直感力に優れており、人が気づかないような細やかな点も見ていないようで見ている（特に千尋に関しては）。あまり物事に執着しない性格なため、非常におおらか。
極度の人見知りで、初対面の人間と接したがらない。商店街のイベントでも分担を話し合うのが面倒ですべて引き受けてしまう一面もあったり、小学生の時の修学旅行では乗り物や人に酔い、ホテルで発熱するほどだった。
猫好きだが猫アレルギー。そのため猫を拾っては桂一郎や千尋に怒られ、桂一郎に引取先を探してもらっている。反面、幼少期に飼っていた大きな犬に覆い被さられたことがトラウマとなっているため、「猛獣」と言うほど犬が大の苦手。餡太郎を含む子犬はおろかおもちゃの犬のロボットにも怯えてしまう。彼を監禁するときはおもちゃの犬のロボットで閉じこめることが多い。だが千尋が捨て犬を拾った際は「世話はしないが飼い主が見つかるまで飼うこと」を許可してくれた。
ずっと家にいることもあり当初千尋からはニートだと思われていたが、本業は衣装デザイナーという顔を持ち、基本的に作業をすべて自宅で行っている。作業に没頭する姿は普段では見られないまさに真剣そのもので、千尋からも「いつも（の円）と違う」という通り普段とは違う印象を見せている。フリル分の多い服が好きで、自分の興味を持った服は仕事そっちのけで作る一方、男性服や自分自身の服を作ることには全く興味を示さない。そのため人気があるがあまり仕事を請けないため超レアだと竜児が語るほど。寝ることを惜しんでまで情熱を傾けられる仕事ゆえ、千尋からは「寝ないと体を壊す」と心配される。
最初に作った作品は千代のために作ったウエディングドレスで、何度も作り直しているため最初の面影が全くなく、もう着てもらえないとわかりつつも春先になると手を加えている（原作第33話、アニメ12話）。
その他の特技としてお菓子が作れるが、それ以外の料理は下手である上に台所を必要以上に汚す。
外見は線の細い綺麗な感じの美形で、黙ってさえいれば見た目は非常にレベルが高く、竜児からも「あんな大人の男になりたい」と言われるほど。しかし、普段の子供っぽい部分がその容姿の魅力を半減してしまっている感がある。その上運動が苦手で100m走も20秒ほどかかるほどの運動音痴で、運動会での保護者競技の二人三脚でも千尋とのタイミングが合わず最下位となり、遠くから見つめていた母親の一砂も「にぶちんだねえ」と呆れていた。
季節の変わり目になると熱を出して体調を崩す。そのこともあって幼少時代の一件をきっかけに一砂との折り合いが悪く、一砂のことを「あの人」と言い、直接の会話では敬語を使うほど嫌っている。千尋の会話からでさえ一砂の話が出ると地雷を踏んだかの如く機嫌が悪くなるが、一砂に悪い印象を持っていない千尋からとの見方の違いに葛藤することもある。

### 鷹取家関係者
円の実家。かなりの資産家で、本家は母屋（日本建築）とは別に円の家と同じ大きさの離れ（洋館）があるほど。離れには料理人やメイドが常駐し、料理人は幼い頃の円にお菓子作りを教えた人である。そのほかに別荘もあり、円も顔を見たことのないという管理人が知らない間にいろいろと支度をしている。
小宮 千代（こみや ちよ）
声 - 田村ゆかり
千尋の母親で、円の7歳上の姉（単行本第1巻おまけより）。故人。
親に反対された結婚で千尋を生むために家を出奔し絶縁状態になっている。夫は千尋が生まれる前に亡くなっており、アパートに千尋と2人で暮らしていたが、千尋が小学5年生になった春に突然の心不全で亡くなる。
千尋に託された遺書には顔文字や星マークを入れた内容で「たぶん大丈夫」と記されており、そのアバウトさに千尋も唖然とし、原作最終話で千尋から見せてもらった円も理解に苦しむ。しかしそれは「円が助けに来る（から安心して）」というメッセージを込めていた。その円にも千尋が生まれる遥か前に海外に留学する際「いつか自分がダメになったときに助けにきて」と約束を交わしていた。
料理下手だがたまご焼きだけは上手い。円が失敗作にも拘らずうれしそうに食べるのが悔しかった為、生前はたまご焼き担当を自称していた。ほかにはホラーが苦手だが、誘うと絶対に見る。
故人ではあるが、千尋や円の回想や眠っているときに霊として度々登場している他、アニメ最終回の次回予告にも登場し千尋を驚かせた。
篠崎 桂一郎（しのざき けいいちろう）
声 - 前野智昭、櫻庭有紗（幼年期）、松田利冴（少年期） / 細谷佳正
円の秘書で同い年。4月28日生まれのA型。ペット可のマンションに一人暮らしで、黒猫を飼っている（後述）。
千尋が来るまでは円の生活全般を見ていたが、見かけによらず家事が下手で家の中はガタガタだった。
プリンと寿司が好きで、円もよくプリンで釣ろうとする。
仕事を怠けたり猫を拾ったりする円のことを叱ることも多いが、結局は甘やかしている。
手帳にたくさんの写真を入れており、いざという時の切り札として小さい頃の円の女装写真や、初めてカメラを借りて撮った円と美耶子のツーショット写真などがある。ただし美耶子は小さかったためそのことを覚えていない。
円とは同い年だが父親同士が主従関係であり、たまたま同じ学校に通っていた。そのため幼いころから円の付添人となっている。円が留学した際にも円から解放されると一瞬喜ぶも、円のことが心配で結局ついていくことになった。
鷹取の本家と連絡を取り合っており、千代の墓を一砂に教えている。円が問い質したところ「尋ねられれば答えないわけには（いけない）」と返答する一方で千尋には「勝手なことをした」と謝罪する。
円が過去に「私服は似合わない」と言ったことがきっかけで休みの日もずっとスーツを着ている。
美耶子から貰ったバレンタインチョコは毎年食べる前に撮影してPCの専用フォルダに保存している。
原作では日産・スカイラインGT-R（BNR34型）に乗っているが、アニメではトヨタ・クラウン（S20#系）を運転している。
黒豆（くろまめ）
声 - 本渡楓
桂一郎の飼っている黒猫で、もらい手の見つからなかった円の拾い猫。円に内緒で飼っており、それを知った千尋らにも口止めするほど。
桂一郎に一眼レフで写真を撮られることが多く、撮り溜めた写真は円のテンション上げに活用され、年に一回編集製本されて円の誕生日にプレゼントされる。
過保護気味に育てられており、体調不良時などは桂一郎も休みを取っている。しかし太ったことで餌がダイエットフードになったことで桂一郎と喧嘩になり逃げたことがある。
アニメ版では10話（原作第39話の内容に追加されたオリジナルエピソード）と8.5話（OVA）に登場しており、アニメ版での「黒豆」の名前は9話予告でのみ桂一郎が口にしている。
鷹取 一砂（たかとり かずさ）
声 - 榊原良子
原作第17話、アニメ5話より登場（小説版未登場）の、千尋の祖母で円と千代の母親。白髪で髪を後ろにまとめており、藤色（淡い紫色）の着物を着ている。美耶子や佳耶子と仲が良いが円とは仲が悪い。
千尋とは美耶子の家で出会い、当初千尋のことをお手伝いさんと思っていたが、のちに円の誕生日プレゼントに悩む千尋にアドバイスをする。
円と同様に犬が苦手で、二度も千尋に吠えられている所を助けられる。一方で猫好きだが懐かれない。千尋の通学路にある公園にいる白猫に餌付けをするものの、近づくと逃げられてしまう。一度千尋が撫でさせようと捕まえて連れてくるも迷惑顔されるほど。
祖母であることを黙って千尋と公園で話をしたりお茶を奢っている。お茶を奢った際千尋に「孫に会えたら色々としてやりたい」と語り、帰路の車内で千代には「いい子を産んだ、円は相変わらず」と呟き、千尋を鷹取家に迎え入れたいと考えていた。
お彼岸の前に会った際牡丹餅の話になった時に「子の作ったものを喜ばない親はいない」と話しており（この時の千尋も母親の話はしていないのに、後になってなぜ親の墓参りなのを知っているのか疑問を感じていた）、墓参りで墓前に立っている姿を千尋に目撃されたことで初めて自分が祖母であることを明かした。作者の乙橘曰く「コメディ漫画なのでシリアスな展開になることはない」と単行本5巻あとがきで書いていることから、それ以降も変わらず千尋と会ったりメールのやり取りをしており、運動会を（オペラグラス持参で）こっそり見に来た他、修学旅行前にはお小遣いを渡したり、クリスマスプレゼントの相談に乗ったりもした。
原作第52話で千尋を年始の挨拶として本家に招いた時は生前のまま残した状態の千代の部屋に案内し千代の遺した日記帳を渡そうとしたが、千尋の意向で返されることになった。当初は千尋を本家に引き取ることも考えていたことを打ち明けたが、最終的には千尋の意思に任せることにすると伝えている。
千代が家出した際は千代の意思を尊重しわずかながら手助けもしていたが、それっきり会っていない。亡くなったのを知って「あの時止めていれば」と後悔するも、千尋を見て千代が幸せな人生を送っていたことを察した。桂一郎曰く「冷たく見られることもあるが、決してそうではない」ことを千尋も理解している。
アニメ版のエンドクレジットは9話までは「一砂」のみ、10話以降はフルネームで表記され、9話以降でメイン枠（6話のみサブ枠）でクレジットされる際は他の登場人物とは1段空けて表記されている。
鷹取 真角（たかとり ますみ）
原作第54話に登場。千尋の祖父で円と千代の父親。オールバックの髪型で口数は少ない。
千尋が初めて鷹取家を訪れた際、帰り掛けに車で送った。途中犬に追いかけられている円を見かけて車から降りた千尋の姿を見て「（娘に）似ているな」と呟く。
千尋からは「ちょっと怖かったけどかっこよかった」という印象だった。
アニメ版では登場していない（一砂の口から語られたのみ）。

### 鳳家
鷹取家とは古くから親交のある名家。邸宅は鷹取家の本家ほどではないものの、円の家よりも大きい。
鳳 美耶子（おおとり みやこ）
声 - 牧野由依 / 米澤円
9月20日生まれのB型。高校1年生。円の祖父と鳳の先代が親友だったため、16歳になったら円と結婚させられる予定だったが、円の策略により無事に回避した。
円を「円兄さま」、千代を「千代姉さま」と呼ぶ。本人は隠しているつもりだが桂一郎に好意を持っており、桂一郎当人を除く周囲にばれている。
千尋を師と仰ぎ、自立を目指して毎週日曜日に料理講座を受講している。ただし洋食しかレパートリーがない。円からメイド服を作ってもらったほか、過去にケーキの作り方を教わってからは毎年恒例の誕生日プレゼントとなっている。
餡太郎（あんたろう）
声 - 本渡楓
元捨て犬。千尋に拾われ円に恐れられ美耶子に引き取られた。原作第8話、アニメ3話から登場する。小説版第6章ではカフェオレ色の毛並みで口の周りが黒い柴犬系の雑種と記されている。
美耶子が初めて会った時に「温泉まんじゅうみたい」と言った事から命名された可能性が高い。原作では第17話で初めて名前が明かされるが、アニメ版ではその場で命名された。引き取られてからは温泉マークの付いたスカーフを首輪の代わりにつけている。
アニメ6話では餡太郎の銅像や餡太郎をモチーフにした噴水が新たに作られ、鳳家を訪れた千尋を驚かせていた。
鳳 佳耶子（おおどり かやこ）
美耶子の母。一砂とは友人同士だが11歳年齢が離れている。一砂のことを「かずちゃん」と呼んでいる。
アニメ版では登場せず6話で一砂が名前を口にするのみ。
美耶子の父
声 - 野中秀哲
原作第5話、アニメ2話に登場。下の名前は不明。円からは「鳳の小父さん」と呼ばれている。美耶子を溺愛しており、前年の誕生日プレゼントに専用のキッチンルームである家をプレゼントし千尋を驚かせた。
16歳になった美耶子を円と結婚させようとしていたが、円手作りのメイド服姿の美耶子を見て縁談を破棄した
美耶子が子供の頃は彼女が家出する度に千代が味方になっていた。
鳳 佐兵衛（おおどり さへえ）
美耶子の曽祖父（円曰く「鳳の先代」）ですでに故人。円の祖父と友人、千尋に美耶子を紹介した際の鷹取家と鳳家の関係について「くされ縁?みたいな」と円が言って桂一郎に否定される。
アニメ6話で銅像として登場し、フルネーム及び生没年もその銅像のプレートに記載されていた（原作未登場）。

### 日野家
千尋のクラスメート、祐司の家族。造園業を営んでおり子だくさんで犬も3匹いる。自宅は割と古風な日本建築の一軒家だが、台所はリフォームされている模様（アニメ10話）。年齢及び学年は特記のない限りは物語開始及び翌年時点。原作では2巻で家族全員登場しており、アニメでは9話までに全員登場した（3話のきょうだい紹介と7話の授業参観に参加していない美枝のイメージ画を除く）。小説版では家族紹介はあるものの、祐司以外で登場した人物は祖父・母・2人の姉のみとなる。
日野 祐司（ひの ゆうじ）
声 - 斎賀みつき / 梶裕貴
日野家の次男で小学5年生→6年生。10月1日生まれのAB型。千尋とは1年生の時から同じクラスメイトであり親友で、千尋を家に連れていく仲。母親を亡くし天涯孤独となった千尋を心配していたが、引っ越し先に訪れた時の千尋と円の関係を見て安心し、千尋のメイド服姿にも理解を示していた。円や美耶子とも携帯のメールを送り合う仲で、頻繁に連絡を取っている。また有頂天BOYSの竜児とも連絡を取ったり千尋の家でゲームをする仲でもある。辛口のカレーが好物で甘口は邪道というほど。同様に玉子焼きも塩味派。別荘に行った際は円が桂一郎と飲もうとして用意したウイスキーを一緒に飲もうとコップを差し出したり、お花見では祖父からの差し入れとして日本酒を持参し桂一郎に没収される。
妹の花子にはかなり甘く学校ではシスコンと言われるほどで、千尋を花子の結婚相手にしようと本気で考えていたり（原作2巻おまけ、アニメ3話予告、小説第6章）、運動会では花子と親しく話している円を見て厳しい視線を浴びせたりした。その一方で兄の耕司や2人の姉には厳しく、過去に作文を朗読された屈辱から姉を「悪魔」と呼ぶほどで、花子を姉のようにはさせないように育てているつもりでもあった。
観察眼は鋭く、千尋が引き取られた家で無理しているのではないかと気にかけたり、一砂のことを千尋の祖母ではないかと勘づいていた。同級生の女子からは「割と大人ぶってる」と言われている（アニメ11話）。
通学にはランドセルではなく斜め掛けのボディバッグを使用している。
日野のおじいちゃん
声 - 塩屋翼
日野家の家父長で「日野造園」の棟梁である庭師。下の名前は不明。豪快で気風がいい。アニメのキャストテロップでは「日野の祖父」と表記されている。
千尋と千代とは面識があり、千尋がよく懐いていて、千代が亡くなったときも身寄りのいなくなった千尋を引き取ることも考えていたほど。一方で鷹取家の庭の手入れをしていたため円とも面識がある。その円を「変わり者のにーさん」との印象を持ち、千代の弟と知ったときは驚きを隠さなかった。
千尋の制服を「かーいらしい（可愛らしい）作業着」と誉めていたが、当の千尋は心中複雑な気持ちだった。
バレンタインチョコを茶飲み友達のお婆さんから近所の女子中学生まで満遍なくもらってくるため、祐司から猛者と呼ばれている。
日野家で悪さをすると最終的に拳骨をする係になっており（祐司曰くラスボス）、鷹取家の庭の手入れに訪れた時の祐司のいい加減な挨拶にも拳骨をしていた（原作第9話、アニメ3話、小説第6章）。
常に作業服姿で頭にタオルを巻いているが、原作2巻のおまけではタオルを取った姿を見せたり、原作第29話（花子の小学校入学の家族での記念撮影）では袴姿で登場している。
日野 耕司（ひの こうじ）
声 - 福島潤
日野家の長男で大学生。全財産126円を払ってでも話に入りたがる混ざりたがり。アニメでは後ろ姿のみだが4話で妹の花子と一緒にTVを見ているシーンが初登場。日野家で悪さをして祐司が祖父に拳骨されるときは一緒にごめんなさいをしてくれる係でもある。
大学の授業を自主休講し、葉子と共に祐司の授業参観に足を運んだ。
運動会では朝早くから並んで保護者席の場所を確保し、場所を確保できなかった円らを招き入れたり、親子競技で祖父と共にジャンケンに勝って祐司と組んで参加した（一方、花子には祖父が組んでいる）。
花子とは一緒に子供向けアニメを見たり魔法少女ごっこをするなど仲が良い。友達との交換ノートを祐司に見られて家出したときには「つかまえて」と言われ、事情を知らずに祐司を捕まえていた（原作第23話）。
バレンタインの成果は徳用の麦チョコと駄菓子系のチョコレートばかりだった（4巻おまけ）。
千尋に「お兄ちゃん」と呼ばれたい願望があり、千尋を弟にしたいと考えていた。さらには生前の千代のことをめっちゃ美人だったと語り、千代も含めて日野家の家族にしたいと言うほどで、泊りに来たとき（2回目、単行本10巻番外編）は千尋たちのために部屋を増築することを決意する。毎回突拍子もない言動や行動をするため、祐司や妹らからは「キモい」「ウザい」と言われている。
ハロウィンでのランタン作りの時には花子からは「（千尋への）感謝の強要はダメ」と釘を刺される一方、あれこれ引き受けた千尋には「自分一人で抱えこまないでもっと頼ってほしい」と言葉をかけている（原作第44話）。
日野 葉子（ひの ようこ）
声 - 中原麻衣
日野家の長女で短大生。千尋に「お姉さま」と呼ばれたい願望がある。
鷹取家に訪れた際に円を見て「変な人だけど美形だったわ」と母親に伝えている。
歌劇団かアイドルの追っかけで、アニメ11話で妹や祐司の同級生らと千尋の家に向かう途中に有頂天BOYSの3人を見かけて驚いていた。
短大が休講だったため、兄の耕司と共に祐司の授業参観に行った（アニメでは葉子と花子を除く家族総出で足を運び、耕司共々自主休講に変更されている）。
祐司と祖父のバレンタインチョコの数対決では祐司の「まんじゅうはノーカン」の異議に対し「ラッピングに本気臭がしたので有り」というジャッジを下す。
日野 美枝（ひの みえ）
声 - 水橋かおり
日野家の次女で高校2年生→3年生。
円の印象は「美形だったわ人見知りだけど」と母親に伝え、密かに撮影していた携帯電話の画像を見せている。葉子同様歌劇団かアイドルの追っかけで、同じく千尋に「お姉さま」と呼ばれたい願望がある。
円の作った花子の魔法少女服を持って着ている姿をイメージし決めセリフをしている所を祐司に見られて慌てていた（単行本5巻おまけ）。
高校生であるため、アニメ版での祐司の授業参観には花子共々参加していない。そのためアニメでの初登場（イメージ画は除く）は9話と遅い。
日野 花子（ひの はなこ）
声 - 矢島晶子
日野家の三女で年長→小学1年生。自らを「花」と呼ぶ。
泣きおとしで祐司を説得して千尋に会いに行き、千尋の制服を「ひらひらのかわいーね」と羨ましそうに見て千尋の心中を複雑にさせた（原作2巻おまけ）。
友達との秘密の交換ノートを祐司に見られたことて家出して千尋の家へ駆け込みそのまま一晩を過ごす。そのときに円に魔法少女風の服を作ってもらう（原作第23話、アニメ9話）。
千尋のことは平仮名表記の「ちひろくん」呼びで、円のことは「円ちゃん」と呼び、千尋とは会うたびに駆けながらハグをするのが定番となっている。
秘密の交換ノートをやり取りしている友達とは小学校でも同じクラスになり、学校内では一緒に行動することが多い。
日野 慎司（ひの しんじ）
声 - 斎藤桃子
1歳→2歳。日野家の三男で6人きょうだいの末っ子。
アニメ版では7話の授業参観（父親に抱きかかえられている）とOVAでの祐司と祖父とのチョコの数勝負（祖父に負けた祐司を慰める）の場面のみに登場した。なお、アニメ内での台詞は授業参観内の「バーブビー」のみだった。
祐司の両親
声 - 竹内栄治（父）、植田佳奈（母）
日野家6人きょうだいの父親と母親。どちらも下の名前は不明だが新婚のように仲が良い。千尋からは「おじさん」「おばさん」と呼ばれている。日野家で悪さをするとラスボスである祖父の前に母（中ボス1）→父（中ボス2）の順で叱られる。
父親は原作ではぎっくり腰で祐司の授業参観に行けなかったり、運動会の親子競技ではじゃんけんに負けて参加できず悔しがっていた。アニメ版では7話の授業参観と11話に登場している。
母親は肩こりで父親同様祐司の授業参観に行けなかった（原作のみ）。7巻番外編で千尋が祐司に誘われて初めて日野家に遊びに来た際、千尋の行儀の良さにカルチャーショックを受けたり、（葉子が千尋から美人だと言われたことを聞き）自分も美人だと言われたいと拗ねて「毎日お父さんに言われてるからいいでしょ」とツッコミを入れられている。その千尋のことを祐司や祖父同様気にかけ、お彼岸用のぼたもちのお裾分けや作り方を教えたり（小説版では草餅を沢山作って千尋を招待している）、運動会では千尋らと食べることを考えお弁当も多く作っていた。円のことは鷹取家を訪れた上の娘2人から話を聞いて安心という印象を持ち、運動会で花子とふれあってる姿を微笑ましく見つめていた。
日野家のわんこ
祐司の家で飼われている3匹の犬。茶色い大型犬が太郎丸、黒に近いグレーの中型犬がちびすけ、白い小型犬がたんぽぽと名付けられている（体毛色はアニメ第3話登場時）。3匹とも祖父に服従しており、千尋（幼少時代）にも懐いている。
原作では7巻番外編で登場したほかに8巻第38話で祐司が散歩に出かけているシーンがあるが、アニメ版では3話での日野家のきょうだい紹介で一緒に登場しているのみ。小説版ではちびすけのみ登場し、濃茶色の柴犬系の雑種と紹介されている。
名前は原作単行本7巻番外編に記載。

### 有頂天BOYS
3人組のアイドルグループ、円が衣装を担当している。当初は隼人と伊吹のペアだったが、途中からソロ活動だった竜児が合流する。事務所の用意したマンションでメンバー3人共同生活を送っている。原作では単行本2巻第12話（イメージ画としてなら1巻第4話）が初登場で、特別編やおまけのページなどに登場しており、アニメでは6話（千尋の部屋からも見えるビルの看板という形で間接的には1話）から登場し、11話で千尋の家での花見にメンバー3人が招待され参加しているシーンが追加されている。小説版では3人の登場はなく、プロローグの会話の中でグループのことを簡単に説明されているのみにとどまっている。
本作品終了後に3人が主人公のスピンオフ作品が連載された。
隼人（はやと）
声 - 八代拓
しっかり者のリーダー。5月12日生まれのA型。
伊吹が寝ている間にパックで肌を整えたり、竜児が寝ている間にあざに湿布を貼ったりする。
オンとオフのギャップが激しく、変装すると完全にアイドルオーラが消える。
以前飼っていた白猫の「ミル」を携帯の待ち受けにしている（単行本6巻おまけ）。
伊吹（いぶき）
声 - 山本和臣
7月29日生まれのAB型。パーフェクトな王子様。
陰で努力するが器用で大抵のことはやれば出来る。
人見知りで完璧主義。竜児が合流した時に「女の子かと思った」と言われたことから、しばらく竜児と仲が悪かった。現在でもしばしば竜児とも仲たがいしている。
撮影のために隼人と共に訪れた日光のテーマパークで修学旅行中の千尋と初めて顔を合わせる（原作のみ）。
変装してもオーラが漏れているため違う変装をしてみたが却って目立ってしまい（パンクルックに竜児を首輪で繋いでいた）、3人揃ってマネージャーに怒られる（単行本9巻番外編）。
竜児（りゅうじ）
声 - 花江夏樹
最年少の元気キャラ。16歳。6月24日生まれのA型。当初はソロで活動しており、相方をずっと捜していた。
円が作る短パンの衣装をガキっぽいと気にしており、生足露出で格好よくターンを決めても、裏声で「かわい〜」としか言われないことに涙したほど。しかし円からその脚を誉め諭され（脚線をがきれい、きれいに筋肉が付いているのは恥じるようなものじゃない、みんなが見たがっているものを見せてあげるのが仕事なんじゃないと）認識を改める。
料理が苦手で、マネージャーからはバイオテロ呼ばわりされている。米を洗剤で洗う、手元を見ずに包丁を使う、分量を量らずに入れる、隠し味に余計なものを入れる、食べられないものを入れるなどをして千尋に注意されている。隼人が外泊し、伊吹との2人きりの夜にカレーを作った時も失敗し、伊吹に「ふざけるな、インドに謝れ」と言われた時もある。
祐司とは千尋の家でよくゲームをする仲であるが、「小学生に迷惑をかけている」と捉えられている。
一砂のことを「けっこー美人じゃん?」と言うが、祐司にバラすと言われ止めにかかった。
間根山（まねやま）
有頂天BOYSのマネージャー、眼鏡をかけている男性で既婚者（単行本4巻おまけ4コマより）。竜児からは「マネちゃん」と呼ばれている。名前はスピンオフ単行本に記載。
原作では有頂天BOYSメイン回に頻繁に登場しているが、アニメ版では6話で鷹取家に竜児を迎えに来た隼人から名前が出たのみ。

### クラスメイト
千尋が通う「冨士見小学校」の5年2組→6年2組のクラスメイト。アニメでは「日向第二小学校」の5年3組に変更されている。原作ではクラス替えは2年ごとに行われ、進級した6年ではクラス替えは行われなかった。ほとんどが単行本4巻第22話に登場しているが、アニメ版ではモブキャラとして1話より登場している。名前は特記のない限りアニメ版での名前となる。
天原 雪人（あまはら ゆきと）
声 - 泊明日菜
原作、アニメ共に第1話より登場、千尋らと仲のいい男子の一人。元気いっぱいだが成績はあまりよくなく、走るだけなら早いが基本的に運動音痴。
原作の登場人物紹介では単に「天原」と紹介されており、フルネームが明らかになったのはアニメ版。
家がマンションのため、千尋から捨て犬（餡太郎）の引き取り手を探していた時は引き取りを断った。
竹井 宏（たけい ひろし）
声 - 本渡楓
天原と同じく第1話より登場。千尋らと仲が良く、眼鏡をかけている男子。成績が良いが千尋にはかなわない。
小1の時に消しゴムが見つからない天原に自分の消しゴムを半分あげて、それを言いふらされたことであやうく「消しゴム神」というあだ名を付けられるとこだったと語る。
登場人物紹介では「竹井」とだけの紹介だったが、原作第16話の答案用紙にフルネームが記載されていた。
家では猫を飼っているが、寝相が悪く寝ぼけてひっかくこともある。それもあり、千尋から餡太郎の引き取り手を探していた時は引き取りを断っている。
乃村 夕（のむら ゆう）
声 - 井澤美香子
千尋に好意を持つ、恥ずかしがり屋で少しおとなしめの女子。髪を後ろにまとめている。
掃除のときに千尋に親切にされたことをきっかけにバレンタインチョコを渡そうとする。学校でチョコを渡そうとしたがチャンスに恵まれず、家までついて行ってやっとで渡せた。そのチョコには犬の絵を描いたが、絵心がないため父親（声 - 小松史法）や千尋にも気付いてもらえず（父親は原作のみで、犬ではなく熊と間違えた）、円もナスカの地上絵だと思っていた。
ホワイトデーのお返しには手作りのマカロンと共にゴジラ柄の巾着で返されて不思議がっていた。
本人は千尋に好意があることを隠しているつもりだったが、ともえや晶にはすでにばれていて、美耶子にも気づかれていた（ただし、当の千尋は気づいていない模様）。
原作第35話の夏祭りでは焼きそば屋台の看板娘として手伝う一方、迷子になった政宗を探しに千尋とペアを組んで探しに向かった（ともえや美耶子が機転を利かせてくっつけた）。
運動が苦手で、運動会は1種目は必ず出なければならないため雨天中止を願っていたが、ともえが応援団に立候補したことでてるてる坊主をたくさん作っている（8巻おまけ）。
アニメ版ではほかの生徒同様1話より登場し、1話アバンパートでは台詞のないモブキャラでありながらほかの生徒より大きく扱われていた。その他原作よりも出番が増え、母親を亡くして間もない時（1話）や祖母の存在を知って元気を失くしていた千尋を密かに心配していたり（11話）、授業参観では将来の夢はお嫁さんになりたいという作文を読むほか（7話）、ともえらと共に千尋の家に花見に参加したり（11話）、その後も遊びに来ているシーンなどが追加されている。
松木 ともえ（まつき ともえ）
声 - 立花芽恵夢
夕と仲良しのポニーテールの女子。夕と晶から「ともちゃん」と呼ばれている。原作では他に「松木」としか呼ばれていなかったが（8巻番外編①、ほか運動会の時の体操着にも名前は入っていた）、アニメ7話のエンドロールでフルネームが明らかになった。
町内会の夏祭りで焼そば屋台を開いたときは子供会の地区は違うものの、祐司からエプロンを渡され、夕や晶と共に看板娘として手伝った。
運動会では小学校生活での思い出にと、祐司とともに応援団を務めている。
怖い夢を見て母親と一緒に寝たことを男子に盗み聞きされ馬鹿にされるも、祐司に助けられる（8巻番外編①）。
中島 晶（なかじま あきら）
声 - 鬼頭明里
夕と仲良しのショートカットの髪型で前髪に2本のヘアピンを留めている女子。夕やともえからは「あっちゃん」と呼ばれている。
町内会の夏祭りでは焼きそば屋台の看板娘として手伝った。
フルネームは原作第34-35話にかけて明らかになる。
佐倉 リカ（さくら リカ）
声 - 優木かな
髪を二つにまとめている女子。アニメ版では毎回ではないが上着を腰に巻いており、7話と11話で千尋の前の席に座っている。
フルネームは11話・OVA（8.5話）のエンドクレジットに表記されている。
杉田 綾（すぎた あや）、早瀬 未央（はやせ みお）、中村 まゆみ（なかむら まゆみ）、川合 咲（かわい さき）
声 - 山田悠希（杉田）
原作本篇では名字のみ出ているクラスの女子。
杉田は学級委員、早瀬はケーキ屋の娘、中村と川合は料理クラブ所属で、紫色のワンピース服を着ているほうが中村。杉田を除く3人は千尋と掃除の班が一緒。
フルネームはOVA（8.5話）Aパートの話中にテロップで表記されている（杉田のみエンドロールでも表記）。
早瀬は原作ではお菓子作りが趣味となっており、中村と川合は原作単行本7巻のおまけにも登場している。
後藤 大介（ごとう だいすけ）、木下 孝太郎（きのした こうたろう）、榎本 忠（えのもと ただし）
声 - 森下由樹子（後藤）、 芹亜希子（木下）、明坂聡美（榎本）
千尋と掃除の班が同じクラスの男子。いつも最後に千尋チェックを入れてもらう。
アニメ版で赤いジャージを着ているのが後藤、青いセーターを着ているのが木下、グレーのパーカーを着ているのが榎本。
OVAでは千尋が作った試食用のクッキーを食べているシーンが追加されている。
フルネームはアニメ版（11話・OVA、榎本のみOVA）のエンドクレジットに表記。

### その他の人物
千尋の父
氏名不詳、千代の夫でもある。千尋が生まれてすぐに亡くなり、千尋も父親のことは覚えていなく、写真が嫌いで写った写真は顔が隠れていたり隠し撮りでぼやけていたり、ほとんど写っていないものばかり。生前はひとりぼっちで家族をあげたかったと千代から話を聞いていた。現在は千代と同じ墓に眠っている。
原作第31話及び第55話、アニメ12話で千代と共に霊として現れた時も顔ははっきりと見えていない。
坂上夫妻（さかがみふさい）
声 - 麻生智久（おじさん）、寺瀬今日子（おばさん）
第1話に登場。千代と千尋が暮らしていたアパートの大家。生前の千代から遺書を受け取っており、こんなに早く渡すことになったことに涙していた。苗字は単行本7巻の番外編で判明。アニメ版のエンドロールでは「大家のおじさん」「大家のおばさん」とクレジットされている。
坂本先生（さかもとせんせい）
声 - 明坂聡美
千尋のクラスの担任教諭。下の名前は不明。原作第16話及びアニメ1話より登場。大きく家庭環境の変わった千尋を心配するも、授業参観の三者面談で円との仲の良さを見て安心する。併せて円と一緒にやってきた桂一郎のことを誰だろうと不思議がる。
前の年に授業参観のプリントを家の人に渡さなかった千尋に今年は渡すようにと釘を刺した。
修学旅行ではバス酔いで苦しんでいた（7巻おまけ）。
三浦 政宗（みうら まさむね）
千尋が6年生に進級した年に入学してきた1年生。当初は千尋に構ってもらうために彼の上履きに虫やカエルを入れたりしたが、最終的に打ち解けた。極度の人見知りで作中一度も喋らなかった。
父親も政宗に顔が似ていて、夏祭りの時に初めて千尋と顔を合わせる。千尋のことは「しっかりしたお手紙の6年生」と覚えられていた。
アニメ版未登場。
あゆみ
花子の友達で、千尋が6年生に進級した年に入学してきた1年生。花子と同じクラスで校内では花子と行動を共にする。アニメ版には登場していない。
苗字は「かわい」だが、千尋のクラスメイトである川合咲との関係は不明。
髭男爵（ひげだんしゃく）
声 - 山田ルイ53世（髭男爵）
原作第11話及びアニメ4話で円の寝室に現れた「黒く素早く生命力の強いキングオブ害虫」。小宮家内では「ゴキブリ」の隠語として使われていた。アニメ版では声の役を務めた髭男爵（お笑いコンビ）の山田ルイ53世をイメージした姿になっており、持ちネタである「ルネッサ〜ンス!」の台詞を発した。なお「〜キングオブ害虫」の説明ナレーションを相方のひぐち君が務めている。

## 既刊

### 漫画
出版：B's-LOG COMICS（エンターブレイン）
1. 2008年12月1日発売、ISBN 978-4-7577-4599-5
2. 2009年6月1日発売、ISBN 978-4-7577-4939-9
3. 2010年2月1日発売、ISBN 978-4-04-726219-5
4. 2011年2月28日発売、ISBN 978-4-04-727057-2
5. 2011年12月29日発売、ISBN 978-4-04-727715-1
6. 2013年4月1日発売、ISBN 978-4-04-728846-1
  - ドラマCD付き特装版 ISBN 978-4-04-728847-8
7. 2014年2月13日発売、ISBN 978-4-04-729430-1
8. 2014年11月1日発売、ISBN 978-4-04-730025-5
9. 2016年4月1日発売、ISBN 978-4-04-734026-8
10. 2017年4月1日発売、ISBN 978-4-04-734552-2

- 外伝. 有頂天BOYS 2019年3月1日発売、ISBN 978-4-04-735516-3

### 小説
著：藤咲あゆな、イラスト：乙橘、出版：角川つばさ文庫（KADOKAWA）
- 少年メイド スーパー小学生・千尋におまかせ!（ISBN 9784046314482） - 2014年9月15日発売

## テレビアニメ
2016年4月より6月までTBS・CBC・サンテレビ・BS-TBSにて放送された。

### スタッフ
- 原作 - 乙橘[64]
- 監督 - 山本裕介
- シリーズ構成 - 中村能子
- キャラクターデザイン - 石田可奈
- 美術設定 - 藤井一志
- 美術監督 - 益田健太
- 色彩設計 - 藤木由香里
- 撮影監督 - 佐藤洋
- 編集 - 内田恵
- 音響監督 - 本山哲
- 音楽 - 山田知広
- 音楽制作 - 日本コロムビア
- 音楽プロデューサー - 澁谷知子
- プロデューサー - 田中豪、植村俊一、菊島憲文、奈良井昌幸、新井恵介、吉村安博、久住善典、藍谷厚史
- アニメーションプロデューサー - 葛西励
- アニメーション制作 - エイトビット
- 製作協力 - 日本コロムビア、KADOKAWA、エイトビット、ソニー・ミュージックコミュニケーションズ、ローソン、ダックスプロダクション、日本ナレーション演技研究所
- 製作 - 少年メイド製作委員会、TBS

### 主題歌
オープニングテーマ「innocent promise」
作詞 - 神田沙也加 / 作曲・編曲 - Billy / 歌 - TRUSTRICK
エンディングテーマ「ずっとOnly You」
作詞 - 坂井竜二 / 作曲 - 鈴木盛広 / 編曲 - 水島康貴 / 歌 - 有頂天BOYS［竜児（花江夏樹）、隼人（八代拓）、伊吹（山本和臣）］
※歌の最後の3人の囁きが各話で異なる。
挿入歌
全歌 - 有頂天BOYS［竜児（花江夏樹）、隼人（八代拓）、伊吹（山本和臣）］
「ありがとうなんていわないぜ」（第6話）
作詞 - 筆安一幸 / 作曲・編曲 - 岡野裕次郎
「CLEAR BLUE HEART」（第8話）
作詞・作曲・編曲 - R・O・N
「キミ宣言!」（第8.5話）
作詞 - 小山哉枝 / 作曲 - 鈴木盛広 / 編曲 - 水島康貴

### 各話リスト
| 話数                 | サブタイトル                   | 脚本             | 絵コンテ          | 演出              | 作画監督                                                 | 総作画監督        |
| -------------------- | ------------------------------ | ---------------- | ----------------- | ----------------- | -------------------------------------------------------- | ----------------- |
| 第一話               | はたらかざるもの食うべからず!  | 中村能子         | 山本裕介          | 鈴木孝聡          | 福永智子、玉木李枝                                       | 石田可奈          |
| 第二話               | しっぱいは成功の母             | 中村能子         | 倉田綾子          | 山下英美          | 小島彰、杉藤さゆり                                       | 石田可奈 吉川真帆 |
| 第三話               | いぬは三日飼えば三年恩を忘れぬ | ふでやすかずゆき | 井内秀治          | いとがしんたろー  | 吉田隆彦、石井かおり                                     | 石田可奈          |
| 第四話               | 好きこそ物の上手なれ           | ふでやすかずゆき | 吉田泰三          | 喜多幡徹          | 江森真理子、東美帆 馬場竜一、小島彰                      | 吉川真帆          |
| 第五話               | 男子の一言、金鉄の如し         | 中村能子         | 誌村宏明          | 森義博            | 小林利充、山内則康                                       | 田中紀衣          |
| 第六話               | 袖振り合うも多生の縁           | ふでやすかずゆき | ジミー・ストーン  | ジミー・ストーン  | 酒井秀基、玉木李枝 福永智子、石田可奈                    | 石田可奈          |
| 第七話               | 学問は一日にしてならず         | 山口亮太         | 井内秀治          | 中山敦史          | 小倉典子、平馬浩司                                       | 吉川真帆          |
| 第八話               | 来年を言えば鬼が笑う           | 中村能子         | 倉田綾子          | 倉田綾子          | 山中正博                                                 | 田中紀衣          |
| 第八.五話 （未放送） | 女は度胸、男は愛嬌?            | 山口亮太         | 水本葉月          | 水本葉月          | 玉木李枝、杉藤さゆり 福永智子                            | 吉川真帆 石田可奈 |
| 第九話               | 情けは人の為ならず             | ふでやすかずゆき | 山本裕介 長井春樹 | 森義博            | 糸島雅彦、梶浦紳一郎 桜井このみ、佐藤このみ              | 田中紀衣          |
| 第十話               | 暑さ寒さも彼岸まで             | 中村能子         | 誌村宏明          | 森義博            | 山内則康                                                 | 吉川真帆          |
| 第拾壱話             | 少年よ、大志を抱け             | 山口亮太         | 平牧大輔          | 平牧大輔          | 酒井秀基、ジミー・ストーン 桜井このみ、佐藤このみ 金二星 | 石田可奈 田中紀衣 |
| 第拾弐話             | 終わり良ければすべて良し       | 中村能子         | 井内秀治          | 山本裕介 菊地康仁 | 玉木李枝、杉藤さゆり                                     | 吉川真帆 石田可奈 |

### 放送局
| 放送期間                | 放送時間                     | 放送局         | 対象地域   | 備考   |
| ----------------------- | ---------------------------- | -------------- | ---------- | ------ |
| 2016年4月8日 - 7月1日   | 金曜 1:58 - 2:28（木曜深夜） | TBSテレビ      | 関東広域圏 | 製作局 |
|                         | 金曜 3:00 - 3:30（木曜深夜） | CBCテレビ      | 中京広域圏 |        |
|                         | 金曜 23:30 - 土曜 0:00       | サンテレビ     | 兵庫県     |        |
| 2016年4月10日 - 7月3日  | 日曜 1:00 - 1:30（土曜深夜） | BS-TBS         | 日本全域   | BS放送 |
| 2016年4月18日 - 7月11日 | 月曜 1:00 - 1:30（日曜深夜） | TBSチャンネル1 | 日本全域   | CS放送 |

- TBS系列は2016年4月15日に熊本地震関連の報道特別番組により、休止となった。これにより第2話以降は1週遅れとなった。第2話は系列外局のサンテレビがTBSテレビに先行して放送したが、4月22日はこの再放送に差し替えて系列局との話数調整が行われた[72]。他の局についても、BS-TBSは同年4月17日の放送を休止し、インターネット配信も遅らせる対応も行った[73][74]。

### BD / DVD
| 巻 | 発売日        | 収録話                       | 規格品番  | 規格品番  | 規格品番  |
| 巻 | 発売日        | 収録話                       | BD初回盤  | BD通常盤  | DVD       |
| -- | ------------- | ---------------------------- | --------- | --------- | --------- |
| 1  | 2016年6月22日 | 第1話 - 第3話                | COXC-1171 | COXC-1181 | COBC-6911 |
| 2  | 2016年7月27日 | 第4話 - 第6話                | COXC-1172 | COXC-1182 | COBC-6912 |
| 3  | 2016年8月24日 | 第7話 - 第8話 第8.5話（OVA） | COXC-1173 | COXC-1183 | COBC-6913 |
| 4  | 2016年9月28日 | 第9話 - 第12話               | COXC-1174 | COXC-1184 | COBC-6914 |

### CD
| 発売日        | タイトル                                                      | 規格品番   |
| ------------- | ------------------------------------------------------------- | ---------- |
| 2016年6月22日 | TVアニメ 少年メイド 音楽集                                    | COCX-39565 |
| 2016年7月6日  | TVアニメ 少年メイド キャラクターCD 働かざるもの食うべからず!! | COCX-39566 |

### インターネットテレビ
『有頂天☆ニコ生』は、2016年4月11日から6月20日までニコニコ生放送にて隔週で配信された番組。3月14日に初回配信された。出演は有頂天BOYSの花江夏樹、八代拓、山本和臣。